# آکلیلو هابته-وولد
آکلیلو هابته-وولد (انگلیسی: Aklilu Habte-Wold؛ ۱۲ مارس ۱۹۱۲ – ۲۳ نوامبر ۱۹۷۴ (۶۲ سالگی)) یک سیاست‌مدار اهل اتیوپی بود.